# Bastia Umbra
Bastia Umbra ist eine italienische Gemeinde mit 21.292 Einwohnern (Stand: 31. Dezember 2023) in der Provinz Perugia in der Region Umbrien.

## Geografie

Die Lage von Bastia Umbra in der Provinz Perugia

Die Gemeinde erstreckt sich über ca. 28 km². Sie liegt circa 150 Kilometer südöstlich von Florenz und circa 15 Kilometer südöstlich der Regional- und Provinzhauptstadt Perugia am Zusammenfluss der Flüsse Chiascio und Tescio in der klimatischen Einordnung italienischer Gemeinden in der Zone D, 1994 GR/G.
Zu den Ortsteilen zählen Bastiola, Cipresso, Costano (191 m, ca. 800 Einwohner), Madonna Campagna (196 m, ca. 230 Einwohner), Ospedalicchio (199 m, ca. 1100 Einwohner), San Lorenzo und Vicinato (mit Vicinato le Basse, 203/190 m, ca. 220 Einwohner).
Die Nachbargemeinden sind Assisi, Bettona, Perugia und Torgiano.

## Geschichte
Erstmals erwähnt wird der Ort 1053 als Insula Romana (römische Insel) in einem Dokument des Petrus Damiani. Den Namen Insula Romana behielt der Ort bis ins 14. Jahrhundert. Aufgrund seiner Lage zwischen Assisi und Perugia geriet der Ort öfters in die Kampfhandlungen derer, wobei sich die Gemeinde ab 1319 für Assisi einsetzte und im selben Jahr die Peruginer Soldaten sieben Monate an ihrem Marsch nach Assisi hinderten. Nach der Niederlage wurde der Ort zerstört, aber kurz später wieder aufgebaut und mit einer Stadtmauer und siebzehn Türmen (Bastioni) versehen. Der heutige Name leitet sich aus diesen Bastioni ab. 1419 wurde Bastia von Braccio da Montone eingenommen, kehrte aber kurze Zeit später unter die Herrschaft von Assisi zurück. Von 1431 bis 1580 unterstand der Ort der Familie Baglioni, danach der der Boncompagni. 1614 erstellte Bastia seine Statuten und erreichte damit die Eigenständigkeit bis 1808, als Napoleon mit seinen Soldaten Umbrien und somit auch Bastia besetzten. Nach der Niederlage der französischen Truppen 1816 verblieb die Gemeinde bis 1861 im Kirchenstaat, um dann nach dem Risorgimento Teil Italiens zu werden. Der Namenszusatz Umbra ist seit 1926 offizieller Bestandteil des Ortsnamens Bastia, um sich von anderen Orten gleichen Namens abzugrenzen.

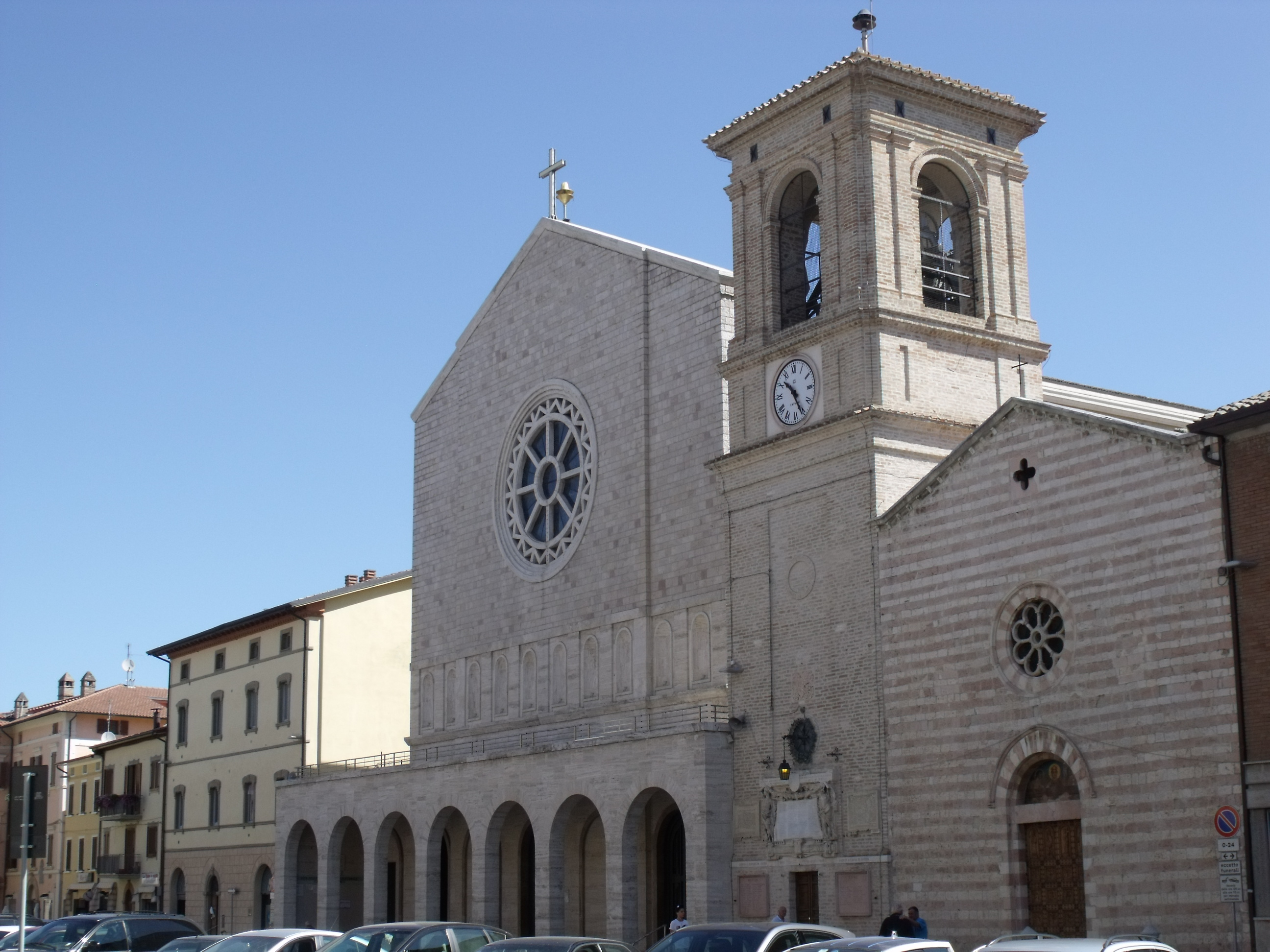
Die Kirche Chiesa di San Michele Arcangelo im Ortszentrum

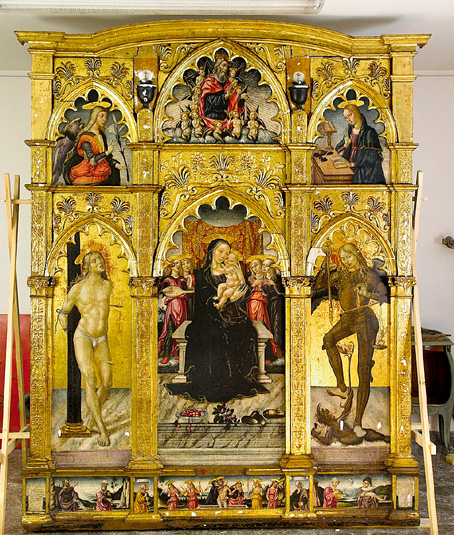
Polittico Sant’Angelo des Nicolò Alunno in der Chiesa di San Michele Arcangelo

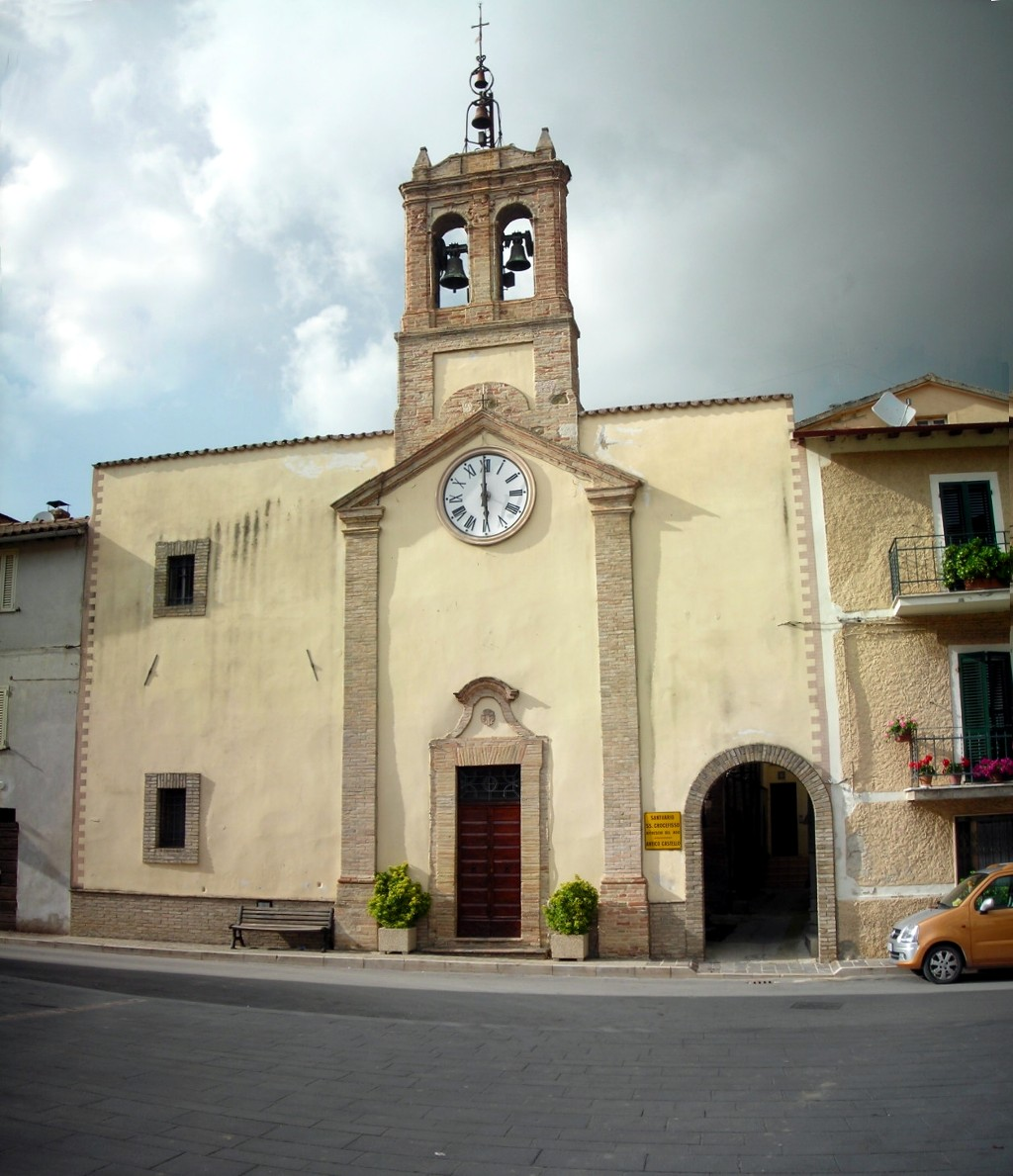
Castello Costano im Ortsteil Costano

## Sehenswürdigkeiten
- Chiesa di San Michele Arcangelo, Kirche im Ortskern, enthält das Werk Polittico di Sant’Angelo von Nicolò Alunno aus dem Jahr 1499.
- Chiesa collegiata di Santa Croce, Kirche im Ortskern aus dem Jahr 1295.
- Chiesa di San Rocco, Kirche kurz außerhalb des historischen Ortskerns. Enthält zwei Werke von Dono Doni.[4]
- Chiesa di San Paolo delle Abbadesse, romanische Kirche mit Apsis aus dem 11. Jahrhundert nahe dem Friedhof.[4]
- Ponte sul Chiascio, historische Brücke aus dem Jahr 1548 über den Fluss Chiascio am Zusammenfluss mit dem Tescio.
- Porta Sant’Angelo, Stadttor aus dem 13. Jahrhundert.
- Chiesa di San Giuseppe, Kirche im Ortsteil Costano.
- Chiesa di San Francescuccio, auch San Francesco dei Mietitori genannt, Kirche im Ortsteil Costano.
- Santuario del SS. Crocifisso, Sanktuarium im Ortsteil Costano, entstand im 14. Jahrhundert.
- Chiesa parrocchiale di San Cristoforo, Kirche im Ortsteil Ospedalicchio, 1955 entstanden.
- Rocca baglionesca, Festungsanlage und von 1431 bis zum 16. Jahrhundert Familiensitz der Baglioni.

## Veranstaltungen
- Seit 1962 findet zu Ehren des Schutzheiligen Ende September der Palio de San Michele statt, ein Palio, an dem die vier Ortsteile (Rioni) des historischen Ortskerns (Moncioveta, Portella, San Rocco und Sant’Angelo) teilnehmen.

## Söhne und Töchter der Gemeinde
- Colomba Antonietti (1826–1849), Patriotin
- Marcello Bartolucci (* 1944), Kurienerzbischof
- Pino Lancetti (1928–2007), Modeschöpfer und Designer
- Gualtiero Sigismondi (* 1961), Bischof von Orvieto-Todi

## Gemeindepartnerschaften
- Höchberg, Deutschland, seit 1990
- Karancslapujtő, Kreis Salgótarján, Ungarn, seit 2004
- Luz-Saint-Sauveur, Département Hautes-Pyrénées, Frankreich, seit 1998
- Sant Sadurní d’Anoia, Spanien